# Carlos Martins
Carlos Jorge Martins Neto (Oliveira do Hospital, Portugal; 29 de abril de 1982), más conocido como Carlos Martins, es un exfutbolista portugués que jugó en la posición de centrocampista. Su último club fue el Belenenses de la Primera División de Portugal.
Es un futbolista de gran capacidad creativa y competitiva, además de ser rápido y cuenta con la cualidad de jugar y hacer jugar. Tiene un gran disparo con ambas piernas.

## Clubes
| Club                           | País     | Año       |
| ------------------------------ | -------- | --------- |
| Sporting CP B                  | Portugal | 2000-2001 |
| SC Campomaiorense              | Portugal | 2001-2002 |
| Académica de Coimbra           | Portugal | 2002-2003 |
| Sporting CP                    | Portugal | 2003-2007 |
| Recreativo de Huelva           | España   | 2007-2008 |
| SL Benfica                     | Portugal | 2008-2011 |
| Granada CF                     | España   | 2011-2012 |
| SL Benfica                     | Portugal | 2012-2014 |
| Clube de Futebol Os Belenenses | Portugal | 2015-2017 |

## Selección nacional
Ha jugado con la selección portuguesa sub-21 así como con la selección nacional mayor. Marcó dos gol con la selección absoluta, siendo uno de ellos frente a la selección de España, marcando el 1-0.